# Огава, Сота
Сота Огава (Огава Сота (яп. 小川翔太 род. 29 ноября 1998 года)) — японский борец греко-римского стиля. Бронзовый призёр чемпионата мира 2019 года.

## Биография
Впервые принял участие в международных соревнованиях по борьбе в 2013 году. На чемпионате мира среди кадетов в весовой категории до 42 кг стал двенадцатым.
Во взрослых соревнованиях активно начал выступать с 2018 года.   
На предолимпийском чемпионате планеты в Казахстане в 2019 году, первом взрослом для себя, в весовой категории до 55 кг, японский спортсмен завоевал бронзовую медаль. 